# Демиркапъ (квартал в Багджълар)
„Демиркапъ“ (на турски: Demirkapı) е квартал на Истанбул, разположен в околия Багджълар. Общата му площ е 1,1 км2. Според данни на Адресната система за регистриране на населението (ABPRS) към 2023 г. населението на „Демиркапъ“ е 53 791 жители.